# Prix Miriam Makeba
Le Prix Miriam Makeba est une distinction prestigieuse décernée pour récompenser des personnalités ou institutions ayant apporté une contribution significative à la promotion des arts, de la culture, de la justice sociale et des valeurs africaines.
Nommé en l'honneur de Miriam Makeba, chanteuse sud-africaine emblématique et militante des droits de l’homme, ce prix reflète son héritage et son engagement pour une Afrique plus unie et créative.

## Origine et objectifs
Inauguré en 2018 lors d'une cérémonie tenue à Alger, le Prix Miriam Makeba a été conçu pour :
Célébrer la culture africaine : Valoriser les initiatives artistiques et culturelles qui renforcent l'identité africaine.
Soutenir la justice sociale : Encourager les actions qui promeuvent la démocratie, les droits de l’homme et l’égalité sur le continent.
Récompenser l’innovation : Mettre en lumière les contributions exceptionnelles dans divers domaines, notamment les arts et la culture.
Le prix reflète l’héritage de "Mama Africa" en mettant en avant les valeurs qu’elle a défendues tout au long de sa vie.

## Organisation et attributions
Le Prix Miriam Makeba est principalement décerné sous l'égide de l’Union Internationale des Journalistes Africains (UIJA). Cette organisation veille à identifier des lauréats dont les actions incarnent l’esprit de ce prix.
Chaque année, un jury indépendant s’appuie sur des critères précis pour sélectionner les récipiendaires, valorisant leur contribution à la culture, à la société et au rayonnement de l’Afrique.
Le Prix Miriam Makeba, du nom de Miriam Makeba, est un prix qui vise à encourager et à mettre en lumière l'art contemporain africain à l'échelle internationale.
Décerné pour la première fois en 2018 à Alger au Fespaco, le plus vieux festival de cinéma en africain et à la Fondation sud-africaine portant le nom Miriam Makeba, artiste chanteuse sud-africaine d'ethno-jazz symbole et symbole de la lutte anti-apartheid.

## Lauréats
Depuis sa création, plusieurs personnalités et institutions ont été récompensées :
2018 : Le Festival panafricain du cinéma et de la télévision de Ouagadougou (FESPACO) pour son rôle dans la promotion du cinéma africain.
La Fondation Miriam Makeba de Johannesburg, distinguée pour son travail de préservation de l’héritage de l’artiste
2020 : Agnès Lorougnon, pour ses initiatives culturelles au sein de la diaspora africaine en Irlande.
2022 : Louisa Mameri, pour sa promotion de la culture africaine en France, notamment à travers des événements liés à la diversité culturelle.

2024 : Ousmane Sonko, homme politique sénégalais, honoré pour son engagement en faveur de la démocratie, de la justice sociale et du développement économique au Sénégal.
2025 :Le jury a décidé d'honorer Hamza TAJ, Fondateur de la plateforme Médiatique Afrik1tv. Dr Hamza TAJ est titulaire d’un doctorat en administration des affaires et en psychologie. Il a suivi unparcours académique auprès d’institutions prestigieuses telles que Georgetown University, SciencesPo Paris, ou encore l’IAE Sorbonne. Il dirige actuellement le Groupe T Equity, et a oeuvré dans différents secteurs allant du BTP à laPromotion immobilière, en passant par l’Industrie ou encore l’Hospitality, tant en France qu’àl’étranger.

## Signification et portée
Le Prix Miriam Makeba ne se limite pas à une reconnaissance individuelle. Il symbolise la lutte pour une Afrique unie et innovante, prônant les valeurs de paix, de créativité et de justice sociale. Il incite les générations futures à œuvrer pour la construction d’un continent solidaire et culturellement riche.